# Saxifraga sibthorpii
Saxifraga sibthorpii là một loài thực vật có hoa trong họ Saxifragaceae. Loài này được Boiss. miêu tả khoa học đầu tiên năm 1843.